# محمد يوسف موسى (شاعر)
 محمد يوسف موسى (1946- 2018 م) شاعر سوداني بارز وكاتب صحفي، ورئيس اتحاد شعراء الأغنية بالسودان.

## ولادته وتحصيله
ولد محمد يوسف موسى في ضاحية حي العرب بمدينة أم درمان بالسودان عام 1946. تلقى تعليمه الابتدائي بمدرسة أم درمان النموذجية الأولية والتعليم المتوسط في مدرسة حي العرب الوسطى بمسقط رأسه أم درمان والمرحلة الثانوية كانت في الكلية القبطية بالخرطوم.

## عمله ونشاطه
عمل محمد يوسف موسى في مصلحة البريد والبرق والهاتف وفي وزارة النقل والمواصلات بالسودان في الفترة ما بين 1978 و2002 متدرجاً في السلم الوظيفي فيها حتى وصل إلى مدير العلاقات العامة. كما عمل في مجال الصحافة كناقد فني في مجلتي الإذاعة والتلفزيون وصحيفة الرأي العام بالإضافة إلى صحيفتي الأضواء والأيام.
وتولى رئاسة اتحاد شعراء الأغنية السودانية منذ أكتوبر / تشرين الأول 1998 م

## آثاره وإنتاجه
بدأ في كتابة الشعر منذ مرحلة مبكرة في سنه وُنشِرت أول قصيدة له في صحيفة «صوت السودان» وأول قصيدة غنائية له تغنى بها المطرب السوداني زيدان إبراهيم وقد كتب محمد يوسف موسى القصيدة وهو في سن السابعة عشرة. وكانت قصيدة «صدفة غريبة» التي ألفها في عام 1964 وتغنى بها صلاح بن البادية أول عمل أدبي لمحمد يوسف موسى يتم تسجيله كأغنية في الإذاعة السودانية بأم درمان.
بلغ إنتاجه من القصائد الغنائية حوالي 80 قصيدة تغنى بها أكثر من 30 مطرباً بالسودان منهم مطربون بارزون أمثال زيدان إبراهيم الذي غنى له 13 أغنية وكان زميل دراسته، وصلاح بن البادية وسيد خليفة ومحمد وردي وعثمان حسين وعبد القادر سالم وصلاح مصطفى وعمر إحساس وغيرهم.

## وفاته
توفي محمد يوسف موسى فجر يوم السبت 19 شعبان 1439هـ الموافق 5 مايو 2018م، عن 72 عامًا.